# 성북구 병
성북구 병은 대한민국의 옛 국회의원 선거구였다. 당시 서울특별시 성북구의 일부 지역을 관할했다.

## 역사
제8대 국회의원 선거를 앞두고 성북구 을의 일부 지역이 성북구 병으로 분구되면서 신설되었다.
제9대 국회의원 선거를 앞두고 성북구 갑, 을, 병 선거구가 성북구 단일 선거구로 통합되면서 폐지되었다.

## 역대 국회의원
| 선거   | 정당 | 정당   | 의원   |
| ------ | ---- | ------ | ------ |
| 1971년 |      | 신민당 | 고흥문 |

## 역대 선거 결과

### 대한민국 제8대 국회의원 선거
|  | 72.18% |

|  | 26.88% |

|  | 0.55% |

|  | 0.37% |